# فيرينك شتاينر
فيرينك شتاينر هو دراج مجري، (ولد في بودابست في المجر 1888  م).

## وصلات خارجية
- فيرينك شتاينر على موقع أرشيف الدراجات (الإنجليزية)
- فيرينك شتاينر على موقع إحصائيات الدراجات الإحترافية (الإنجليزية)
- فيرينك شتاينر على موقع أوليمبيديا (الإنجليزية)